# Naturbahnrodel-Junioreneuropameisterschaft 2013
Die 32. FIL-Naturbahnrodel-Junioreneuropameisterschaft fand vom 7. bis 10. Februar 2013 in Nowouralsk in Russland statt. Nach den Trainingsläufen und der Eröffnungsfeier am Freitag fielen am Samstag und Sonntag die Entscheidungen im Doppelsitzer und in den Einsitzerwettbewerben.

## Technische Daten der Naturrodelbahn
| Name                   | Зеленый мыс (Green Cape)             |
| Koordinaten            | 57° 12′ 27.2″ Nord, 60° 7′ 37.4″ Ost |
| Seehöhe Start          | 362 m                                |
| Seehöhe Ziel           | 270 m                                |
| Höhendifferenz         | 092 m                                |
| Streckenlänge          | 834 m                                |
| Durchschnittl. Gefälle | 011 %                                |

## Einsitzer Herren
| Platz | Name                   | Zeit        |
| ----- | ---------------------- | ----------- |
| 01    | Jegor Dorofejew        | 3:03,91 min |
| 02    | Florian Glatzl         | + 1,60 s    |
| 03    | Christoph Regensburger | + 2,54 s    |
| 04    | Dominik Holzknecht     | + 2,58 s    |
| 05    | Thomas Unterholzner    | + 4,58 s    |
| 06    | Martin Kerschbaumer    | + 5,01 s    |
| 07    | Alexei Martjanow       | + 5,26 s    |
| 08    | Dominik Kirchmair      | + 5,40 s    |
| 09    | Anatoli Talalow        | + 6,95 s    |
| 10    | Ruslan Sussannu        | + 7,07 s    |

Datum: 9. Februar (1. Wertungslauf) und 10. Februar 2013 (2. und 3. Wertungslauf)
22 von 23 gemeldeten und gestarteten Rodlern kamen in die Wertung.

## Einsitzer Damen
| Platz | Name               | Zeit        |
| ----- | ------------------ | ----------- |
| 01    | Sara Bachmann      | 3:10,97 min |
| 02    | Darja Malejewa     | + 00,25 s   |
| 03    | Greta Pinggera     | + 01,17 s   |
| 04    | Ljubow Starikowa   | + 01,24 s   |
| 05    | Carmen Planötscher | + 01,34 s   |
| 06    | Petra Dragičevič   | + 03,15 s   |
| 07    | Marija Komarewzewa | + 08,13 s   |
| 08    | Michelle Diepold   | + 10,44 s   |
| 09    | Michaela Niemetz   | + 11,37 s   |
| 10    | Martina Rowold     | + 12,95 s   |

Datum: 9. Februar (1. Wertungslauf) und 10. Februar 2013 (2. und 3. Wertungslauf)
Von 17 gemeldeten und gestarteten Rodlerinnen kamen 16 in die Wertung

## Doppelsitzer
| Platz | Name                                        | Zeit        |
| ----- | ------------------------------------------- | ----------- |
| 1     | Christoph Regensburger – Dominik Holzknecht | 2:11,81 min |
| 2     | Jegor Dorofejew – Wiktor Sachartschenko     | + 1,26 s    |
| 3     | Andrei Schtscheglow – Vadim Koroljow        | + 3,84 s    |
| 4     | Anatoli Talalow – Jewgeni Kalinin           | + 6,44 s    |

Datum: 9. Februar 2013 (beide Wertungsläufe)
Alle vier gemeldeten und gestarteten Doppelsitzer kamen in die Wertung

## Medaillenspiegel
| Platz | Land       | Gold | Silber | Bronze | Gesamt |
| ----- | ---------- | ---- | ------ | ------ | ------ |
| 1.    | Russland   | 1    | 2      | 1      | 4      |
| 2.    | Österreich | 1    | 1      | 1      | 3      |
| 3.    | Italien    | 1    | —      | 1      | 2      |